# Sinclair (Wyoming)
Pour les articles homonymes, voir Sinclair.
Sinclair est une municipalité américaine située dans le comté de Carbon au Wyoming.
Lors du recensement de 2010, sa population est de 433 habitants. La municipalité s'étend sur 2,43 milles carrés (6,29 km2).

## Histoire

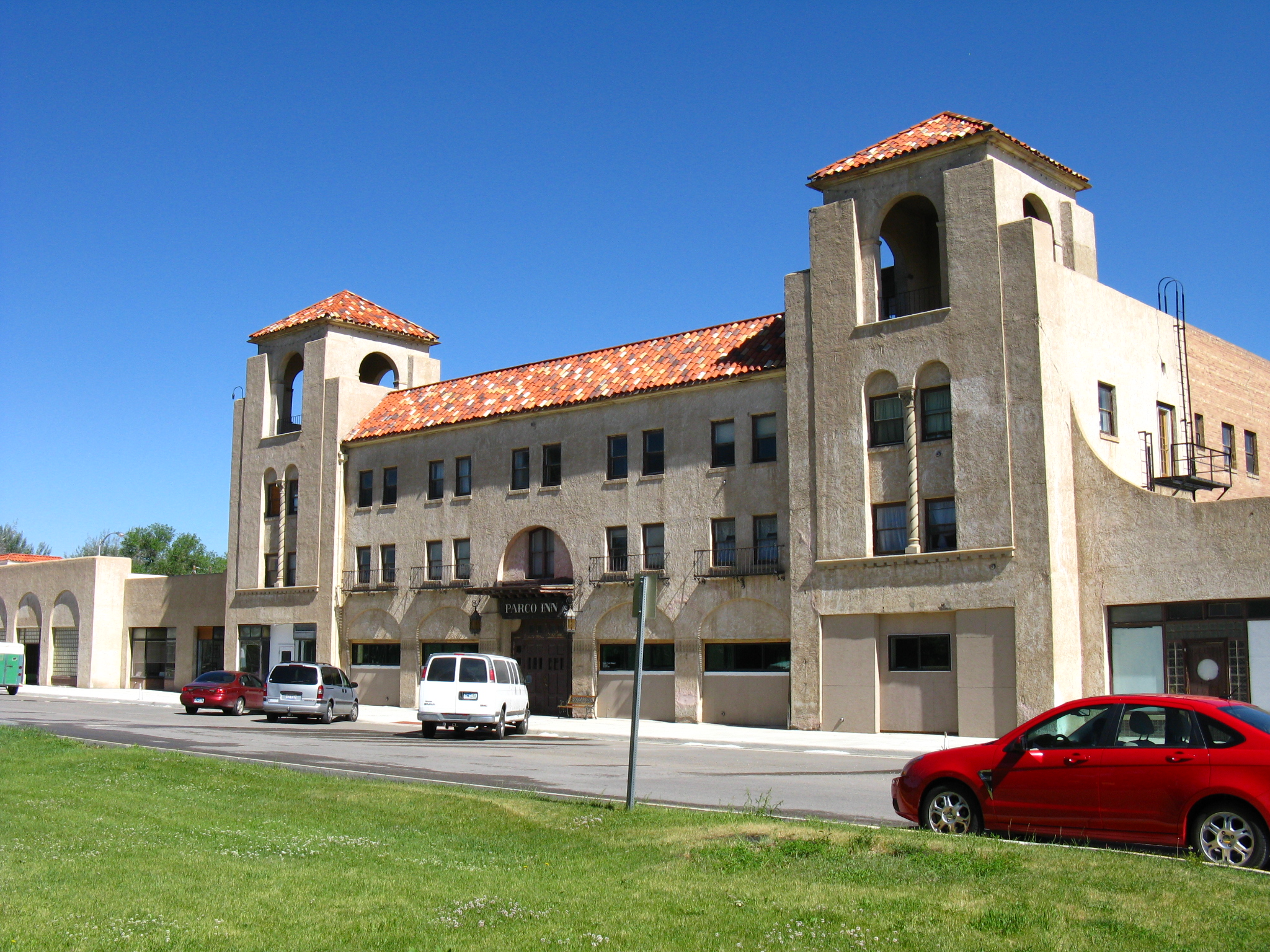
Le Parco Inn, dans le district historique.

L'histoire de Sinclair est fortement liée à sa raffinerie, dont le directeur est souvent le maire. La localité est fondée vers 1925 en tant que cité ouvrière.
Elle est d'abord appelée Parco, d'après les initiales de la Producers and Refiners Corporation qui détenait la raffinerie. Parco est renommée Sinclair en 1942 ou 1943, quelques années ans après le rachat de la raffinerie par la Sinclair Oil Corporation.
Depuis 1987, le centre historique de la ville (Parco Historic District) est classé au Registre national des lieux historiques.